# Aeroportul Fes-Saïss
Aeroportul Fes-Saïss (IATA: FEZ, ICAO: GMFF) este un aeroport din Fès-Meknès⁠(d), Maroc ce deservește zona Fès. Aeroportul a fost tranzitat în 2022 de 1.319.192 de pasageri. A fost numit după zona deservită.
Situat la o altitudine de 579 m, aeroportul dispune de 1 pistă. Este operat de Moroccan Airports Authority⁠(d).

## Infrastructură

### Piste
Aeroportul dispune de o singură pistă. Pista are orientarea 09/27.